# Unificazione Han
Con unificazione Han si riferisce allo sforzo effettuato da Unicode per la creazione di un repertorio di caratteri unico per i caratteri cinesi CJK, denominato Unified Repertoire and Ordering (URO) o Unihan.
I primi tentativi di unificazione sono stati effettuati negli anni 1980 da Apple e Xerox. Nel 1990 la formazione Chinese/Japanese/Korean Joint Research Group (CJK-JRG) ha portato alla compilazione dell'URO, la cui seconda versione è stata pubblicata il 22 marzo 1992 e successivamente inclusa in Unicode e convertita nello standard ISO/IEC 10646. Il CJK-JRG ha successivamente cambiato denominazione in Ideographic Rapporteur Group (IRG).